# Nobody's Daughter
Nobody's Daughter è il quarto album in studio degli Hole, band statunitense capitanata da Courtney Love, pubblicato il 27 aprile 2010. È il primo album della band (con una formazione completamente rinnovata, di cui il nuovo chitarrista Micko Larkin che è anche co-produttore di alcune tracce) dopo l'ultimo del 1998: Celebrity Skin.
Questo nuovo lavoro è stato prodotto quasi interamente da Michael Beinhorn, già al lavoro con la band per Celebrity Skin e altri artisti quali: Red Hot Chili Peppers, Marilyn Manson, Soundgarden e Korn.
Nobody's Daughter sarebbe dovuto uscire come secondo album solista di Courtney Love, la composizione dei brani e le relative registrazioni di questa prima versione, denominate "Rehab Demos", vennero effettuate mentre la Love era in riabilitazione grazie a Linda Perry, che le regalò una chitarra e la spronò a scrivere nuova musica per aiutarla ad uscire da quel periodo buio. Alle session collaborarono la stessa Perry e Billy Corgan. Queste versioni dei brani, più acustiche ed intime, per alcuni superavano in qualità le versioni poi uscite nell'album ufficiale, forse iperprodotto, infatti la stessa frontwoman decise poi di riassemblare la band nel 2009, cambiando la produzione dell'album, dandogli un suono molto più elettrico e stratificato e cambiando tutti i membri della band, e andando incontro anche a conflitti legali e personali con l'ex chitarrista nonché cofondatore degli Hole: Eric Erlandson.

## Tracce
1. Nobody's Daughter (musica: Courtney Love, Micko Larkin - produzione: Michael Beinhorn, Micko Larkin) - 5:19
2. Skinny Little Bitch (musica: Courtney Love, Micko Larkin - produzione: Michael Beinhorn, Micko Larkin) - 3:10
3. Honey (musica: Courtney Love, Micko Larkin - produzione: Michael Beinhorn, Micko Larkin) - 4:19
4. Pacific Coast Highway (musica: Courtney Love, Billy Corgan - produzione: Michael Beinhorn, Micko Larkin) - 5:14
5. Samantha (musica: Linda Perry, Courtney Love, Billy Corgan - produzione: Michael Beinhorn, Micko Larkin) - 4:16
6. Someone Else's Bed (musica: Courtney Love, Micko Larkin, Linda Perry - produzione: Michael Beinhorn, Micko Larkin) - 4:26
7. For Once in Your Life (musica: Linda Perry, Courtney Love, Pete Thorn, Micko Larkin - produzione: Michael Beinhorn, Micko Larkin) - 3:34
8. Letter to God (musica: Linda Perry - produzione: Linda Perry) - 4:04
9. Loser Dust (musica: Courtney Love, Billy Corgan - produzione: Michael Beinhorn, Micko Larkin) - 3:25
10. How Dirty Girls Get Clean (musica: Linda Perry, Courtney Love, Billy Corgan - produzione: Linda Perry) - 4:54
11. Never Go Hungry (musica: Courtney Love - produzione: Linda Perry) - 4:28

bonus tracks per la versione giapponese e per iTunes
1. Happy Ending Story (musica: Courtney Love, Linda Perry - produzione: Michael Beinhorn, Micko Larkin) - 3:54
2. Codine (musica: Buffy Sainte-Marie - produzione: Micko Larkin) - 3:57

## Singoli
- Skinny Little Bitch (realizzato il 16 marzo 2010 per il download digitale e il 13 aprile in vinile bianco 10", in edizione limitata)
- Pacific Coast Highway (realizzato il 6 aprile 2010 per il download digitale)
- Letter to God (realizzato il 20 aprile 2010 per il download digitale)

## Formazione
- Courtney Love - voce e chitarra
- Micko Larkin - chitarra
- Shawn Dailey - basso
- Stuart Fisher - batteria